# Túpolev Tu-324
El Tupolev Tu-324 (en ruso: Ту-324) es un proyecto ruso para la construcción de un avión bimotor para los vuelos regionales que reemplazara al Tu-134 y cumpliera las nuevas y avanzadas normas de seguridad aérea. El ingeniero que ha desarrollado este modelo es el ruso Valentin Dmitriev.
El avión Iba a ser equipado con motores AI-22 BR-710, que se colocan en la cola del avión, posición que permite evitar que entren objetos extraños en los motores durante el despegue o aterrizaje desde aeropuertos regionales en no muy buen estado. Además, estaba planeado que pudiera operar en pistas de aterrizaje de solo 1800 metros.
La forma alar era similar a la del Tupolev Tu-334 pero en una escala reducida, pero puede aprovechar todo su potencial debido al menor tamaño del avión. La autonomía a plena carga sería de unos 7500 km.
A partir de este modelo, se planeaba desarrollar una versión alargada, denominada Tu-414.
Sin embargo, la falta de financiación impidió que se desarrollara el proyecto, y no se construyó ningún prototipo.

## Características técnicas

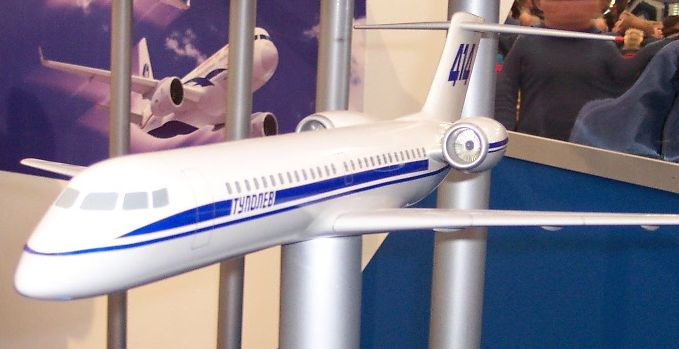
Maqueta de un Tupolev Tu-414.

| Modelo            | Tu-324  | Tu-414  |
| ----------------- | ------- | ------- |
| Fabricante        | Túpolev | Túpolev |
| Longitud          | 25,5 m  | 31,85 m |
| Altura            | 7,3 m   | 8,3 m   |
| Envergadura       | 23,2 m  | 27,7 m  |
| Autonomía         | 7500 km | 8410 km |
| Peso máx.despegue | 23,7 t  | 38,15 t |
| Cap.combustible   | 6 t     | 12,63 t |
| Pasajeros         | 52-56   | 72-76   |
| Motores           | PS-94A  | NK-93   |

## Aparatos similares
Estados Unidos
- Boeing 717
- Boeing 737

 Unión Europea
- Airbus A318
- Airbus A319
- Fokker 100

 Rusia
- Sukhoi Superjet 100

 Brasil
- Embraer E-Jets

- Datos: Q615712
- Multimedia: Tupolev Tu-324 / Q615712